# Pansarskott m/68
Pansarskott m/68 även känt som Miniman, var ett lätt enmans-, engångs pansarvärnsvapen avsett för bekämpning av pansarskyttefordon från alla vinklar och av stridsvagnar i sida. Vapnet var föregångare till Pansarskott m/86 och var svenskutvecklat. Vapnet kunde även användas som syftmina.

## Historik
Pansarskott m/68 utvecklades som en vidareutveckling av Granatgevär m/48 och pansarskott m/46. Vapnet har bland annat exporterats till Finland och Österrike.

## Vapnet
Skarpt pansarskott m/68 pansarspränggranat m/68 (sk pskott 68 psgr 68) var rekylfritt och hade gasutströmning bakåt. Pansarspränggranaten hade laddning med riktad sprängverkan. Granaten hade ett elektriskt tändsystem, vars säkringar var helt upphävda ca 15 meter från vapnet.

### Ammunition för övningsvapen
- 9 mm skarp patron m/68 spårljusprojektil används för övningsskjutningar på avstånd upp till 200 meter.
- 9 mm skarp patron m/39 B används på korthålls- eller filmskjutbana.

### Riktmedel
Riktmedlen var uppfällbara och bestod av ett bakre och ett främre sikte. På eldröret fanns en etikett med riktregler.